# Rinorea gilletii
Rinorea gilletii är en violväxtart som beskrevs av De Wild.. Rinorea gilletii ingår i släktet Rinorea och familjen violväxter. Inga underarter finns listade i Catalogue of Life.